# Kim Dae-eun
Kim Dae-eun, em coreano 김대은 (Seul, 17 de setembro de 1984), é um ginasta sul-coreano que compete em provas de ginástica artística pela nação.
Kim é o detentor de uma medalha olímpica, conquistada na edição de 2004, nos Jogos de Atenas. Na ocasião, foi o medalhista de prata da prova do individual geral, após ser superado pelo estadunidense Paul Hamm. O ginasta é ainda detentor de uma medalha de ouro mundial, conquistada na edição de 2007 em Aarhus, nas barras paralelas.